# Dąb Mieszko
Dąb Mieszko – pomnikowy dąb szypułkowy, rosnący w Kończycach Wielkich, w gminie Hażlach, w powiecie cieszyńskim. Jest to jeden z pary okazałych dębów – obok niego rośnie mniejszy Dąb Przemko. Drzewa rosną przy ulicy Dolnej w odległości 25 m od parku pałacowego w Kończycach Wielkich. Dęby położone są na wzgórzu zwanym Karłowskim Kopcem, opadającym do pobliskiej rzeki – Pietrówki. Drzewo osiągające ponad 8,5 m obwodu ma długą tradycję ochrony, przy czym prawnie objęte zostało ochroną po raz pierwszy w 1935, a obowiązującą podstawę prawną ochrony stanowi rozporządzenie wojewody śląskiego z 2005 roku.

## Wiek i rozmiary
To najgrubszy dąb w województwie śląskim. Wiek szacuje się na ponad 500 lat, choć według legend ma on wynosić nawet 750 lat. Pień drzewa jest dudławy (pusty), jak mawiają mieszkańcy miejscowości, co ma świadczyć o wiekowości tego okazu.

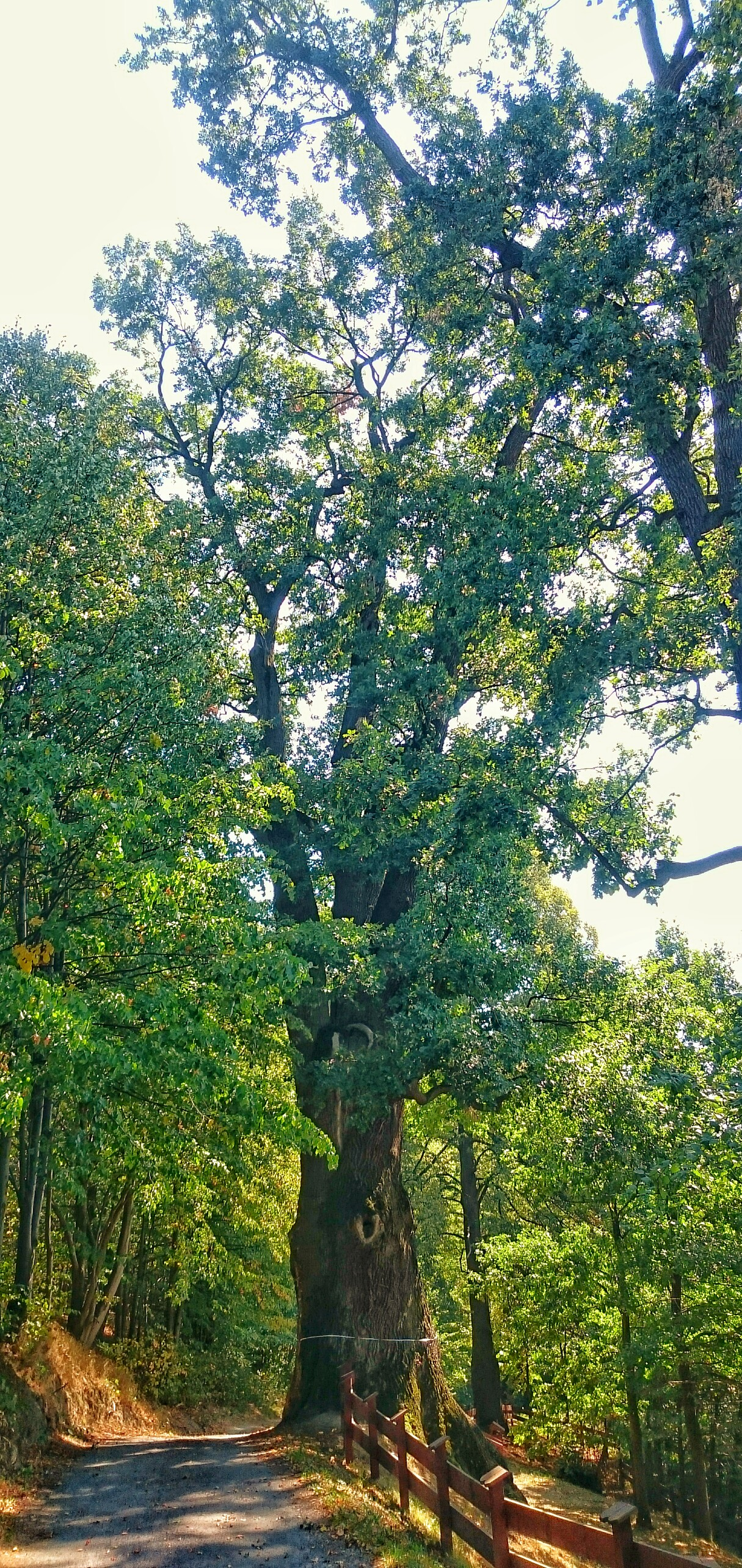
Pień dębu wraz z częścią korony od strony zachodniej – widoczny podczas pomiaru obwodu

Obwód drzewa wynosił w 2013 roku 851 cm (w 2015 miał wynosić 856 cm), natomiast wysokość – 30 m.
Dąb charakteryzuje się potężnym, bardzo rozszerzonym w szyi korzeniowej odziomkiem, który wykształcił, gdyż rośnie na stromej skarpie, prowadzącej do rzeki Pietrówki. Od strony miejscowej drogi znajduje się niewielka dziupla, a po wschodniej stronie drzewa widoczny jest zabezpieczony ubytek kominowy. Na wysokości około 8–10 m pień rozdziela się na 3 konary, tworzące okazałą koronę Mieszka.

## Legendy
Według legend, w 1683 roku część polskiej husarii, przechodząc przez tereny Śląska Cieszyńskiego, zatrzymała się w Kończycach. W pobliżu zamku rozłożono żołnierskie namioty, a zmęczone konie pojono w pobliskiej rzece, Pietrówce. Niestety, część rumaków padła w trakcie znojnego marszu i pochowano je w pobliżu starych dębów. Kończycki hrabia oddał kilka koni ze swego stada w ramach rekompensaty, a husaria nazajutrz wyruszyła w dalszą podróż. Ponoć, gdy chorągwie opuszczały miejscowość, słychać było uderzenia kopyt i tęskne rżenie koni. Przez kolejne lata w okolicy dębów owe odgłosy nie ustawały, a ludzie omijali to miejsce, szepcząc między sobą, że w samym parku straszą duchy husarskich rumaków. Dopiero, gdy na jednym z drzew zawieszono wystrugany krzyż, a miejsce poświęcono wodą, tajemnicze odgłosy ustały.
Z ustnych przekazów wiadomo, że jeszcze w XIX w pobliżu dębów biło źródełko z krystalicznie czystą wodą. Codziennie wypijała szklankę, dla zdrowia hrabina Gabriela von Thun und Hohenstein, właścicielka pałacu w Kończycach, która ufundowała szafkową kapliczkę, zawieszoną na jednym z dębów. Obecnie znajduje się tam nowsza wersja tej kapliczki, wykonana z jasnego drewna, z dwuspadowym daszkiem i podobizną Matki Boskiej z Dzieciątkiem.
Woda spod dębów miała uratować pewnego barona, który z wdzięczności ufundował kapliczkę wotywną. Kapliczka została rozbudowana w roku 1893, powstała wtedy Kaplica Opatrzności Bożej. W czasie susz, mieszkańcy okolicznych miejscowości przychodzili tam, modląc się o deszcz. Jak głosi ludowe podanie, w latach 70. XIX wieku, po wielu dniach modłów, miała ukazać się manna z nieba, którą ludzie zbierali w czapki i fartuchy, ciesząc się z tak szczodrej i potrzebnej pomocy Opatrzności.

## Historia

### Fakty na temat XVII-wiecznej legendy
Fakty zdają się częściowo potwierdzać legendy i podania na temat dębu Mieszko. Rzeczywiście, w 1683 roku znaczne siły polskiej armii przechodziły przez Kończyce. Był to korpus hetmana polskiego, Mikołaja Sieniawskiego, liczący 6000 żołnierzy doborowej jazdy. W lipcu tego roku wysłano 10 chorągwi jazdy i regiment dragonii pod strażnikiem koronnym Stefanem Bidzińskim w okolice Bielska i Żywca. Natomiast 14 sierpnia 1683 roku ów korpus hetmana Sieniawskiego dotarł do Cieszyna. Bardzo możliwe, że któryś z wymienionych oddziałów dotarł do Kończyc i tak powstała legenda.

### Dąb w opracowaniach międzywojennych
Drzewa zostały opisane po raz pierwszy przez śląskiego leśnika i pracownika ochrony przyrody w ówczesnym województwie śląskim, Andrzeja Czudka. W wydanej w 1929 r. publikacji pt. Osobliwości i zabytki przyrody województwa śląskiego w ustępie "Kończyce Wielkie" autor podał, że "Bardzo grube dęby pamiątkowe znajdują się w posiadłościach hr. Thuna; właściciel starannie je chroni".
Także w publikacjach Andrzeja Środonia podano informacje o dębach w Kończycach Wielkich. W Inwentarzu zabytkowych dębów w Polsce, opublikowanym w ramach periodyku Ochrona Przyrody (rocznik 14/1934) napisano, że jeden z dębów obok zamku ma obwód 800 cm – można podejrzewać, że chodzi o Mieszka.
Następnie, w 1935 roku, w Uzupełnieniu inwentarza zabytkowych dębów w Polsce, także zamieszczonym w Ochronie Przyrody (rocznik 15/1935) podano informację, że kończyckie dęby zostały objęte ochroną prawną w tym roku, natomiast właściwa ochrona pomnikowa drzew została zastosowana w 1954 roku.
"Stare dęby" w parku dworskim w Kończycach Wielkich wzmiankował w 1937 r. Stanisław Berezowski w swoim przewodniku turystyczno-krajoznawczym po województwie śląskim, jednak trudno orzec, czy miał na uwadze konkretne osobniki, tj. Mieszka i Przemka.
W kolejnej publikacji, z 1938 roku, pt. Ochrona przyrody w województwie śląskim A. Czudek opisał kilka starych dębów rosnących w pobliżu kończyckiego zamku. Mimo iż nie zawarł tam informacji o Mieszku, to wart podkreślenia jest opis starań i troski właściciela, hrabiego Thuna, o zabytkowe drzewa. Napisano tam, że ów park charakteryzuje się sporą ilością grubych i okazałych dębów, mając przy tym charakter bardzo naturalny. Podano też, że właściciel podjął starania o założenie na najwyższych dębach piorunochronów, by jak najdłużej je zachować.

### Mieszko w późniejszych opracowaniach

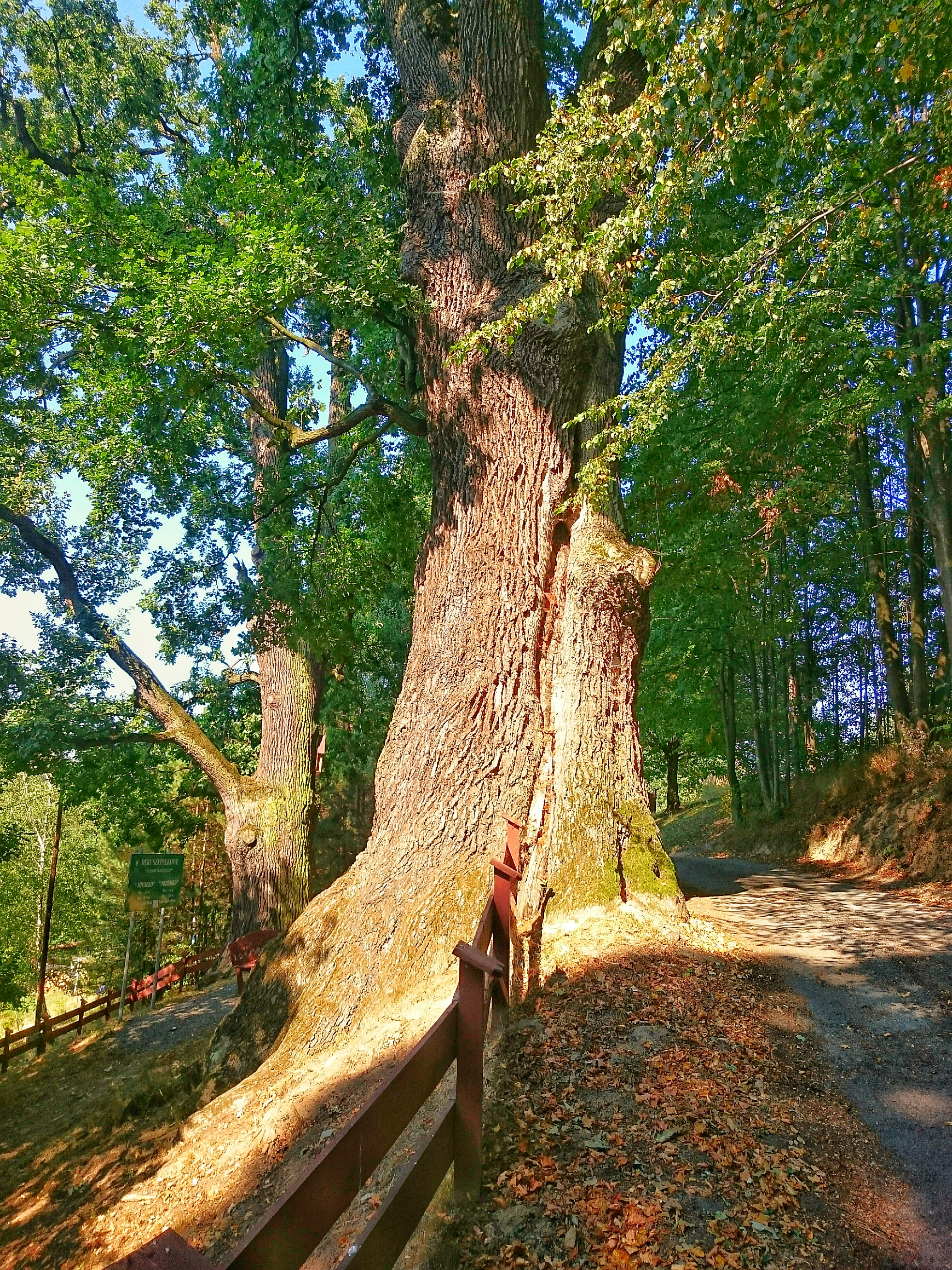
Mieszko na pierwszym planie wraz z potężnym odziomkiem

Również pozycja Osobliwości przyrody między Olzą a górną Wartą, z 1956 roku (autorstwa Józefa Dudziaka, Stefana Guta i Romana Krzywonia) podała wzmiankę o słynnym dębie, wraz z wiekiem – 700 lat, który można uznać za zawyżony.
Album przyrodniczy Piękno polskiej ziemi. Ochrona przyrody w województwie katowickim z 1969 roku zawiera też informację o Mieszku (ujętym w wykazie pomników przyrody) wraz z obwodem – 840 cm oraz szacunkowym wiekiem – 600 lat.
Podobne wzmianki nt. dębu z Kończyc zostały zawarte w publikacji „Przyroda województwa bielskiego. Stan poznania, zagrożenia i ochrona” z 1997 roku, a także w książce Osobliwości szaty roślinnej województwa bielskiego, pod kierunkiem ówczesnego wojewódzkiego konserwatora przyrody, Andrzeja Blarowskiego. Jako najgrubszy z dębów w regionie został wymieniony Mieszko również w publikacji ’’Osobliwości przyrodnicze województwa śląskiego’’ z 1999 roku. Fotografie dębu ukazano w artykule dotyczącym pomników przyrody w województwie, na łamach Przyrody Górnego Śląska (nr 29/2002).

### Pochodzenie imienia dębu

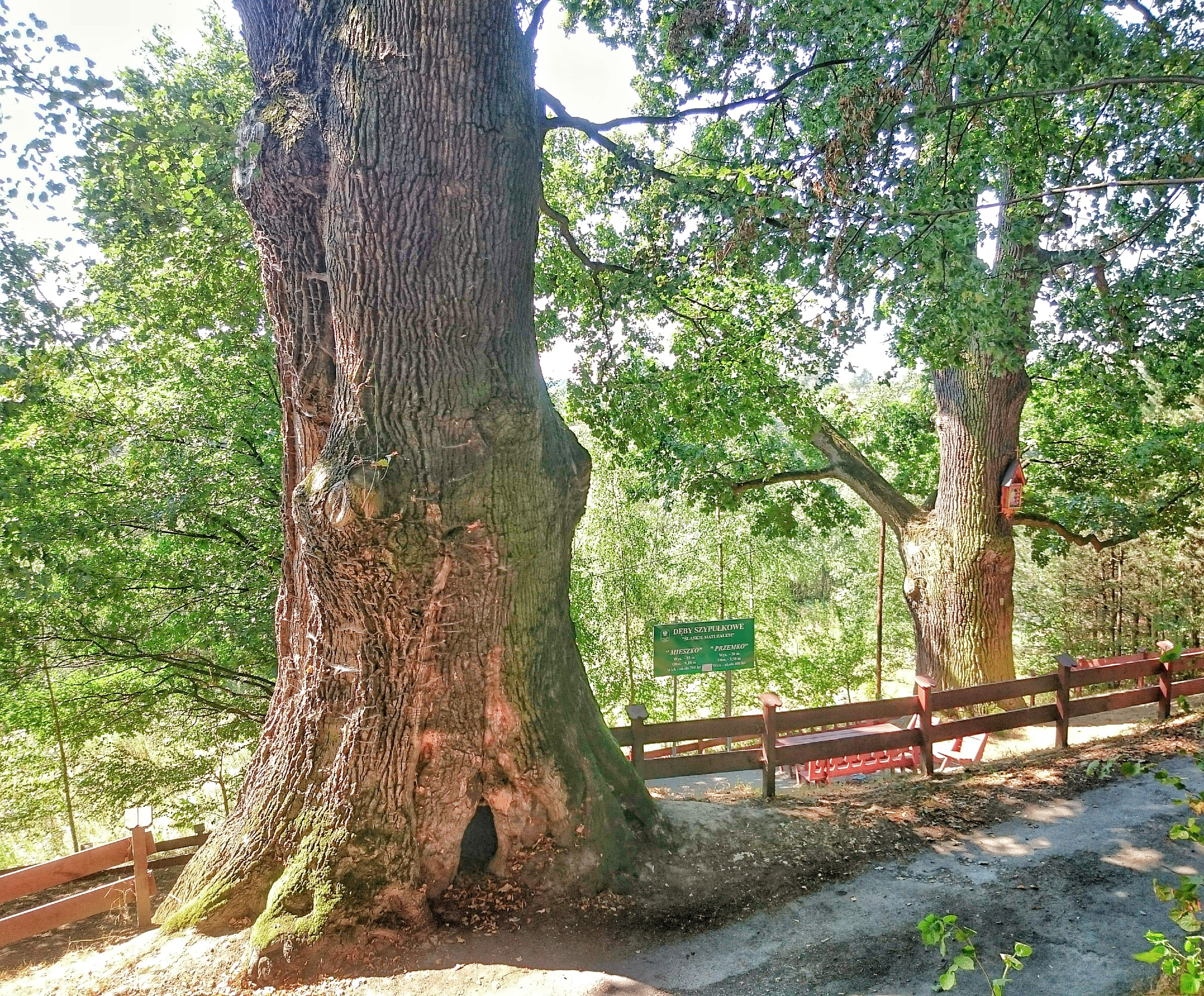
Dęby Mieszko i Przemko widoczne od strony wzgórza

Imiona dwóm najokazalszym dębom z miejscowości, czyli Mieszkowi i Przemkowi, zostały nadane w 2005 roku, za sprawą postanowienia Wojewody Śląskiego. Pochodzą one od znanych postaci historycznych, panujących niegdyś na tym terenie – Mieszka cieszyńskiego, żyjącego na przełomie XIII i XIV wieku oraz panującego w XV wieku Przemysława II cieszyńskiego.

## Ochrona i konserwacja drzewa

### Ochrona prawna
Dąb Mieszko był już chroniony w dwudziestoleciu międzywojennym. Wraz z innymi okazami z miejscowości został uznany za zabytek, zgodnie z orzeczeniem Urzędu Województwa Śląskiego nr A.II. 2a/2 z dnia 7 października 1935 roku.
Pomnikiem przyrody stał się 22 grudnia 1954 roku, na mocy orzeczenia Wojewódzkiej Rady Narodowej w Katowicach. Obowiązującą podstawę prawną ochrony stanowi Rozporządzenie Nr 35/05 Wojewody śląskiego z dnia 8 sierpnia 2005 r. uznające za pomnik przyrody grupę obu drzew.

### Zabiegi konserwatorskie
Profesjonalne zabiegi pielęgnacyjne zostały wykonane na dębie w 1988 roku, przez Zakład Urządzania i Utrzymywania Terenów Zieleni z Bielska-Białej. Usunięto duży, częściowo obumarły konar, a ubytek wgłębny wewnątrz pnia wyczyszczono, udrożniono i zakonserwowano chemicznie. Umożliwiono też przewietrzanie dębu, poszerzając naturalnie występujący otwór w miejscu odejścia głównych konarów – dzięki temu utrudniono rozwój grzybów.
Kolejne zabiegi zostały wykonane w 1996 roku. Było to czyszczenie ubytku wgłębnego, w którym wcześniej podpalono znajdujące się liście, śmieci i próchno. Tej konserwacji dokonali specjaliści z Zakładu Pielęgnacji i Leczenia Drzew Parkowych i Pomnikowych z Ustronia.

### Turystyka

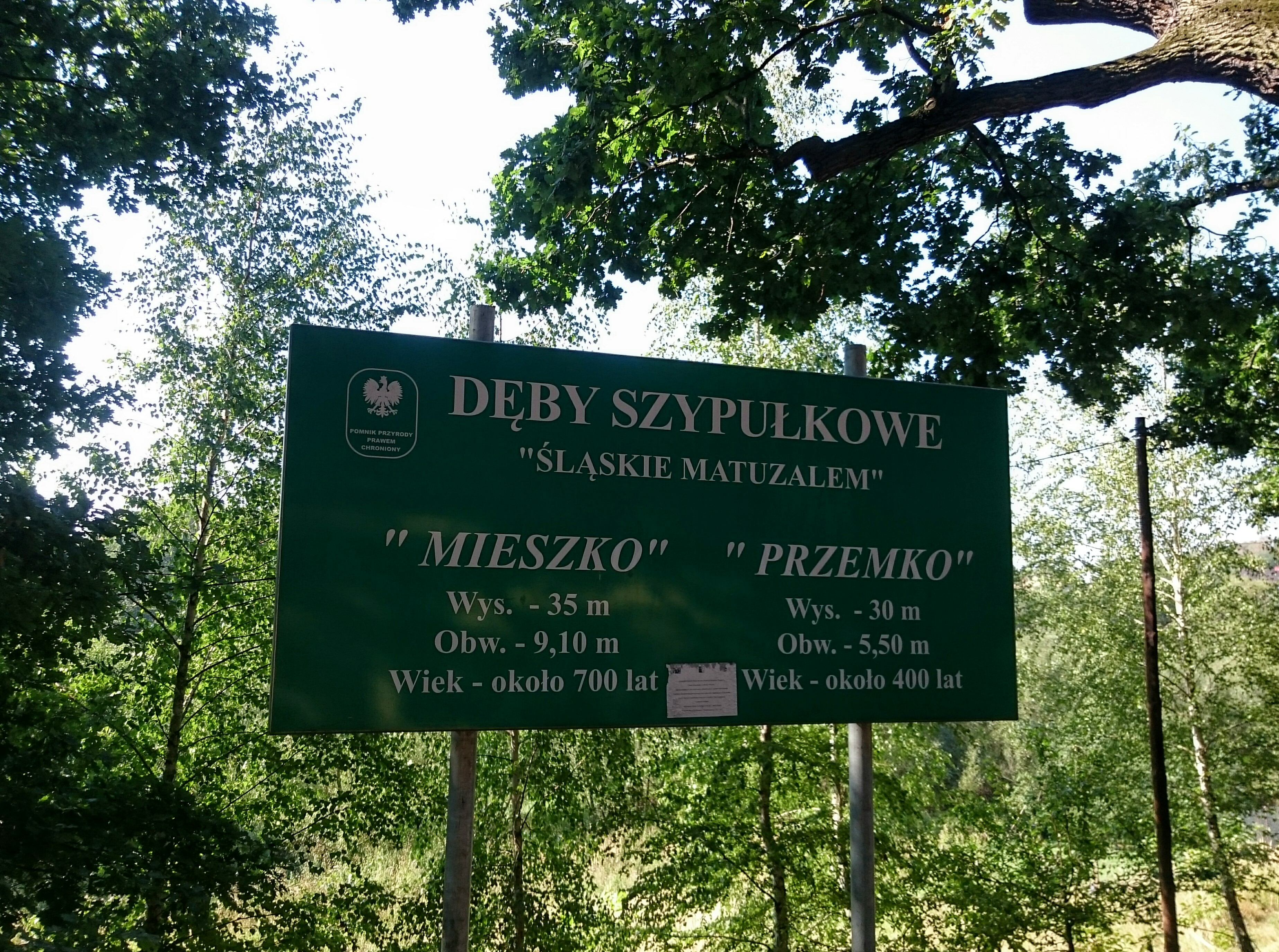
Tablica informacyjna obok dębów

Starań o ochronę drzew i ich ogrodzenie oraz ustawienie tablicy informacyjnej podjęli się członkowie cieszyńskiego oddziału PTTK w 2011 roku. Udało się to zrobić 30 października 2013 roku – dzięki realizacji projektu „Rewitalizacja i promocja pomników przyrody z terenu Gminy Hażlach”. Oba dęby, Mieszko oraz Przemko są ogrodzone, pomiędzy nimi jest ustawiona tablica informacyjna, przedstawiająca opisy drzew – zwanych Śląskim Matuzalem, a także drewniany stół dla kilku osób. Obok drzew biegnie żółta trasa rowerowa Kaczyce – Kończyce Wielkie – Kończyce Małe – Kaczyce.